# Rivière Blanche (département de l'Artibonite)
Pour les articles homonymes, voir Rivière Blanche.
Ne doit pas être confondu avec Rivière Blanche (département de l'Ouest).
La rivière Blanche est un cours d'eau qui coule à Haïti dans le département de l'Artibonite, arrondissement de Dessalines.

## Géographie
Ce cours d'eau est un affluent du fleuve Artibonite. Elle longe la ville de Deslandes lorsqu'elle rejoint sa confluence avec le fleuve Artibonite.